# Pardaliscella symmetrica
Pardaliscella symmetrica är en kräftdjursart som beskrevs av J. L. Barnard 1959. Pardaliscella symmetrica ingår i släktet Pardaliscella och familjen Pardaliscidae. Inga underarter finns listade i Catalogue of Life.